# NGC 3367
NGC 3367 est une galaxie spirale barrée située dans la constellation du Lion. NGC 3367 a été découverte par l'astronome germano-britannique William Herschel en 1784.

## Caractéristiques
La classe de luminosité de NGC 3367 est III et elle présente une large raie HI. C'est une galaxie LINER, c'est-à-dire une galaxie dont le noyau présente un spectre d'émission caractérisé par de larges raies d'atomes faiblement ionisés et c'est également une galaxie active de type Seyfert.

### Distance
Sa vitesse par rapport au fond diffus cosmologique est de 3 383 ± 24 km/s, ce qui correspond à une distance de Hubble de 49,9 ± 3,5 Mpc (∼163 millions d'al).
À ce jour, quatre mesures non basées sur le décalage vers le rouge (redshift) donnent une distance de 34,775 ± 6,749 Mpc (∼113 millions d'al), ce qui est à l'extérieur des valeurs de la distance de Hubble. Notons que c'est avec la valeur moyenne des mesures indépendantes, lorsqu'elles existent, que la base de données NASA/IPAC calcule le diamètre d'une galaxie et qu'en conséquence le diamètre de NGC 3367 pourrait être d'environ 37,3 kpc (∼122 000 al) si on utilisait la distance de Hubble pour le calculer.

### Luminosité dans l'infrarouge
La luminosité de la galaxie NGC 3367 dans l'infrarouge lointain (de 40 à 400 µm)  est égale à 3,72 × 1010 {\displaystyle L_{\odot }} (1010,57{\displaystyle L_{\odot }}) et sa luminosité totale dans l'infrarouge (de 8 à 1 000 µm) est de 5,75 × 1010 {\displaystyle L_{\odot }} (1010,76{\displaystyle L_{\odot }}).

## Trou noir supermassif
Selon un article basé sur les mesures de luminosité de la bande K de l'infrarouge proche du bulbe de NGC 3370, on obtient une valeur de 107,2 {\displaystyle M_{\odot }} (16 millions de masses solaires) pour le trou noir supermassif qui s'y trouve.
Selon une autre étude publiée en 2011 et basée sur les observations en rayon X par l'observatoire spatial XMM-Newton, un petit trou noir supermassif se trouverait au centre de NGC 4536. La masse de celui-ci serait comprise entre 105 et 107 {\displaystyle M_{\odot }}.

## Supernova
Quatre supernovas ont été découvertes dans NGC 3367 : SN 1986A, SN 1992C, SN 2003aa et SN 2007am

### SN 1986A
La supernova SN 1986A a été découverte le 13 février 1986 par l'astronome amateur australien Robert Owen Evans ainsi que Cameron (?), Leibundgut (?) et Miklos Lovas. Cette supernova était de type Ia.

### SN 1992C
La supernova SN 1992C a été découverte le 28 janvier 1992 par H. Van Winckel de l'Observatoire européen austral. Cette supernova était de type II.

### SN 2003aa
La supernova SN 2003aa a été découverte le 29 janvier 2003 dans le cadre du programme LOTOSS de l'observatoire Lick par B. Swift, H. Pugh et W. Li. Cette supernova était de type Ic.

### SN 2007am
La supernova SN 2007am a été découverte le 11 mars 2007 par N. Joubert et W. Li dans le cadre du programme LOSS (Lick Observatory Supernova Search) de l'observatoire Lick. Cette supernova était de type II.

## Groupe de NGC 3367
NGC 3367 est la galaxie la plus brillante et la plus grosse d'un groupe de galaxies qui porte son nom. Le groupe de NGC 3367 renferme au moins trois autres galaxies : NGC 3391, NGC 3419 et NGC 3419A. Abraham Mahtessian mentionne aussi ce groupe dans un article paru en 1998, mais NGC 3419A n'y figure pas.